# Voivodato di Piotrków

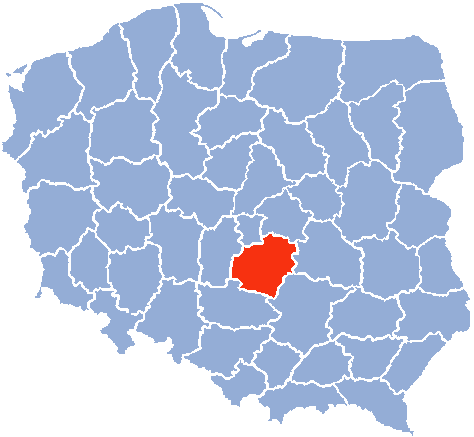
Voivodato di Piotrków

Il voivodato di Piotrków Trybunalski (in polacco: województwo piotrkowskie) è stato un'unità di divisione amministrativa e governo locale della Polonia dal 1975 al 1998. Nel 1999 è stato sostituito dal voivodato di Łódź.
La capitale era Piotrków Trybunalski.

## Principali città (popolazione nel 1995)
- Piotrków Trybunalski (81.100)
- Tomaszów Mazowiecki (70.000)
- Bełchatów (59.900)
- Radomsko (51.100)
- Opoczno (21.900)